# Australian Open 2022 (turniej legend w grze mieszanej)
Australian Open 2022 – turniej legend w grze mieszanej – zawody legend w grze mieszanej, rozgrywane w ramach pierwszego w sezonie wielkoszlemowego turnieju tenisowego, Australian Open. Przez zaostrzone restrykcje związane z pandemią COVID-19 zostały rozegrane tylko dwa mecze w dniach 26 i 27 stycznia na twardych kortach Melbourne Park w Melbourne. Turniej miał charakter tylko pokazowy.
|  |                      |                               |   |   |  |
|  | 1. mecz (26.01.2022) |                               |   |   |  |
|  |                      |                               |   |   |  |
|  |                      |                               |   |   |  |
|  |                      |                               |   |   |  |
|  |                      | Nicole Bradtke Sam Groth      | 3 | 2 |  |
|  |                      | Nicole Bradtke Sam Groth      | 3 | 2 |  |
|  |                      | Barbara Schett Wayne Ferreira | 6 | 6 |  |
|  |                      | Barbara Schett Wayne Ferreira | 6 | 6 |  |
|  |                      |                               |   |   |  |